# Catedral de Azogues
La Catedral de Azogues, comúnmente conocida como la Catedral de San Francisco de Azogues, es una catedral cristiana católica ecuatoriana con arquitectura romano clásica que se encuentra ubicada en el centro de la ciudad de Azogues, precisamente en el Parque Central de la ciudad, ya que es considerada como la iglesia matriz de la Provincia de Cañar.
Es la sede de la Diócesis de Azogues

## Historia
La catedral es de estilo romano clásico y en su parte posterior tiene un estilo moderno, conservando la línea de construcción, cuyos inicios datan del año 1779.

## Características y estilo
Dentro de las principales características arquitectónicas de su construcción, consta la fachada principal o frontal, la misma que está construida con piedra amarilla, extraída de la antigua cantera, situada en el cerro denominado Abuga, localizada en la parte este de la ciudad, la mano de obra utilizada fue realizada por obreros de la hoy parroquia urbana Bayas; además se complementa con su diseño de áreas de medio punto que le da un toque especial para este tipo de edificaciones, dando culto a la imagen del Señor de Burgos, donada por Miguel de Larrea en 1751.

## Imágenes que decoran la catedral
Su interior está integrado por imágenes, macérales como de lienzo, madera, mármol, plata, e imágenes como el Señor de Burgos, El Corazón de Jesús, Purísimo Corazón de María, San Francisco de Asís, La Patrona de la Diócesis de Azogues, El Señor de los Azotes, el cuadro de San José, etc.

## Galería

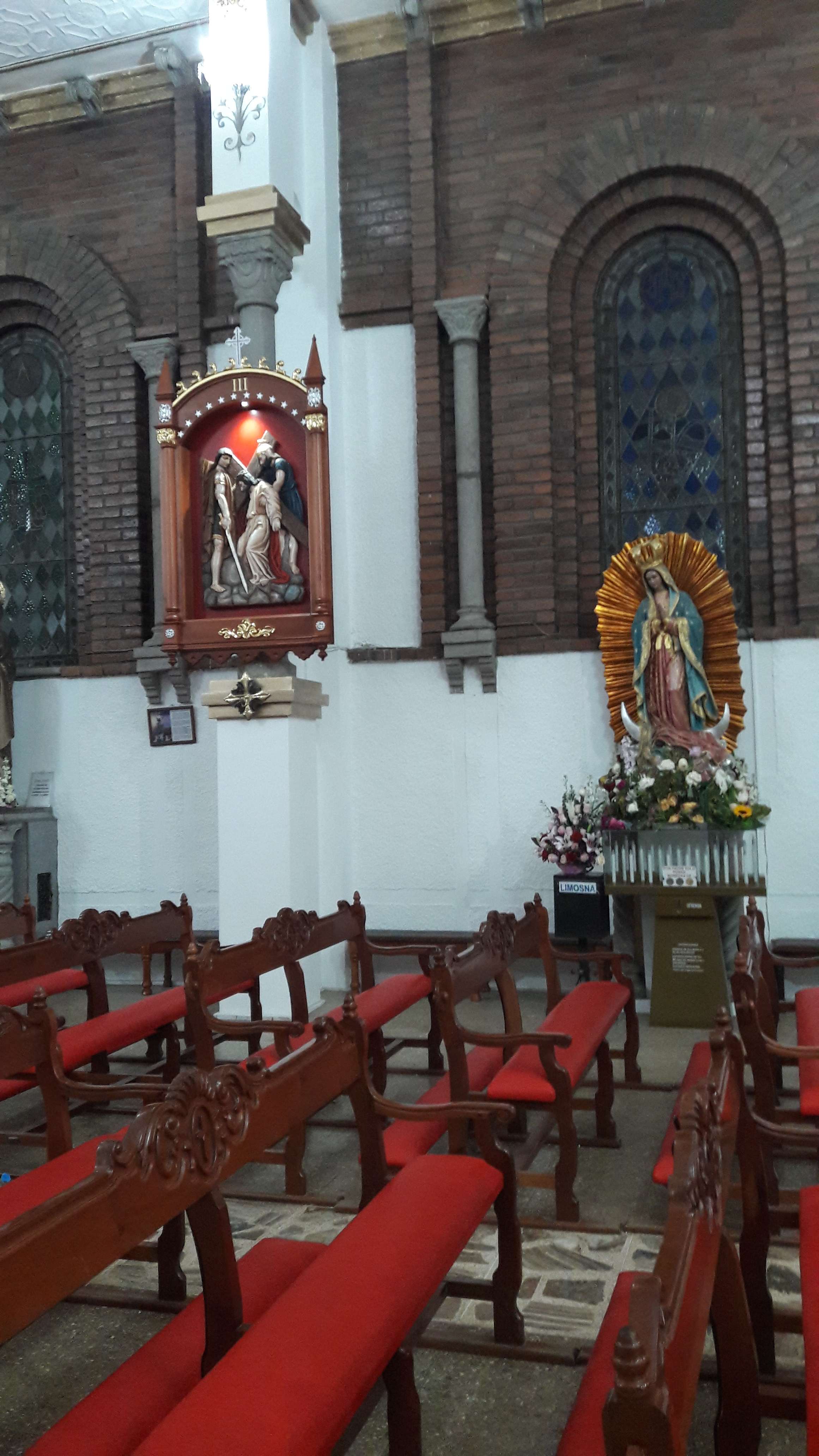
Una de las 15 estaciones del Viacrucis que decoran la catedral y con la imagen de la Virgen de Guadalupe
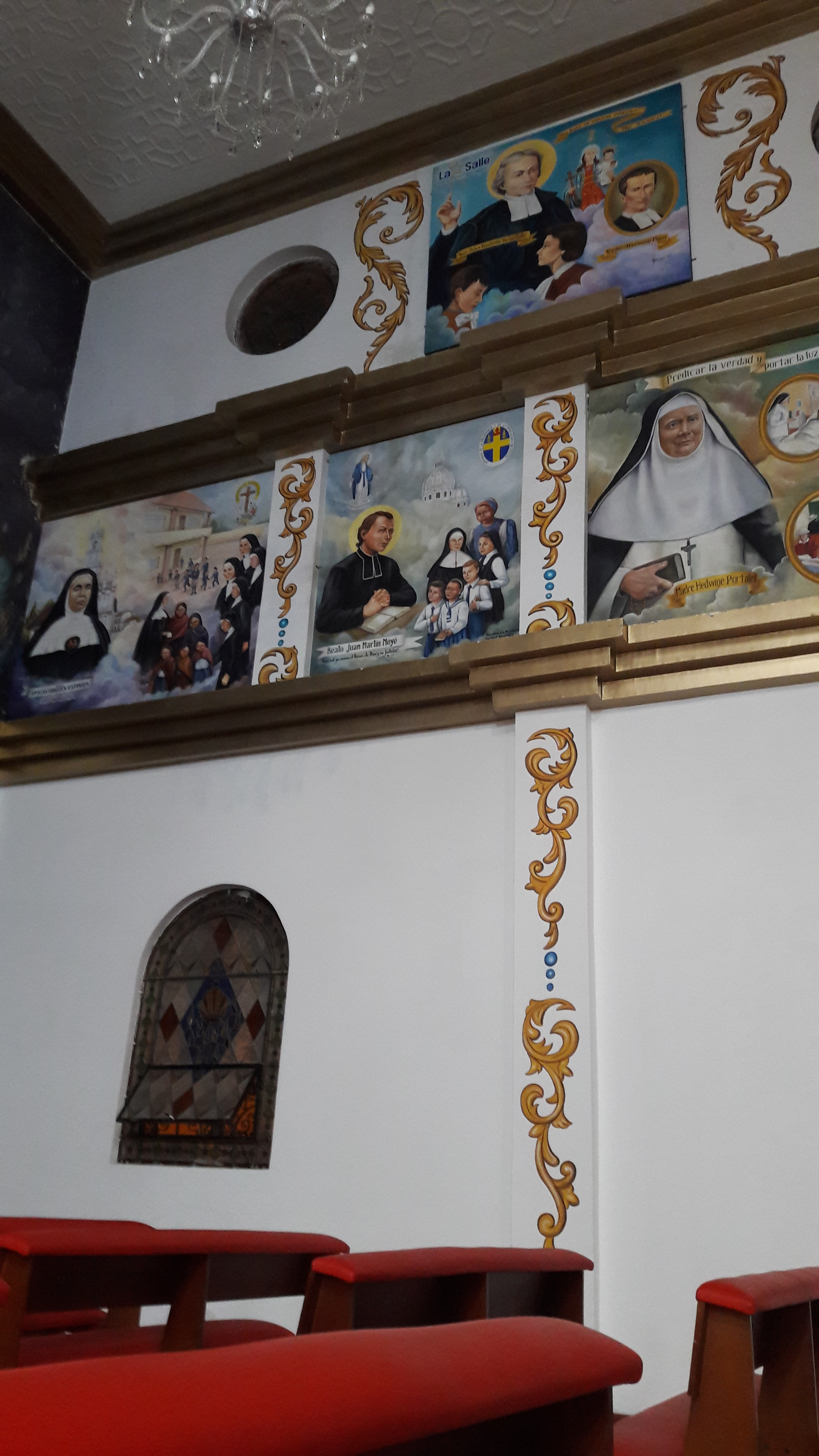
Pintados de Imágenes sacras
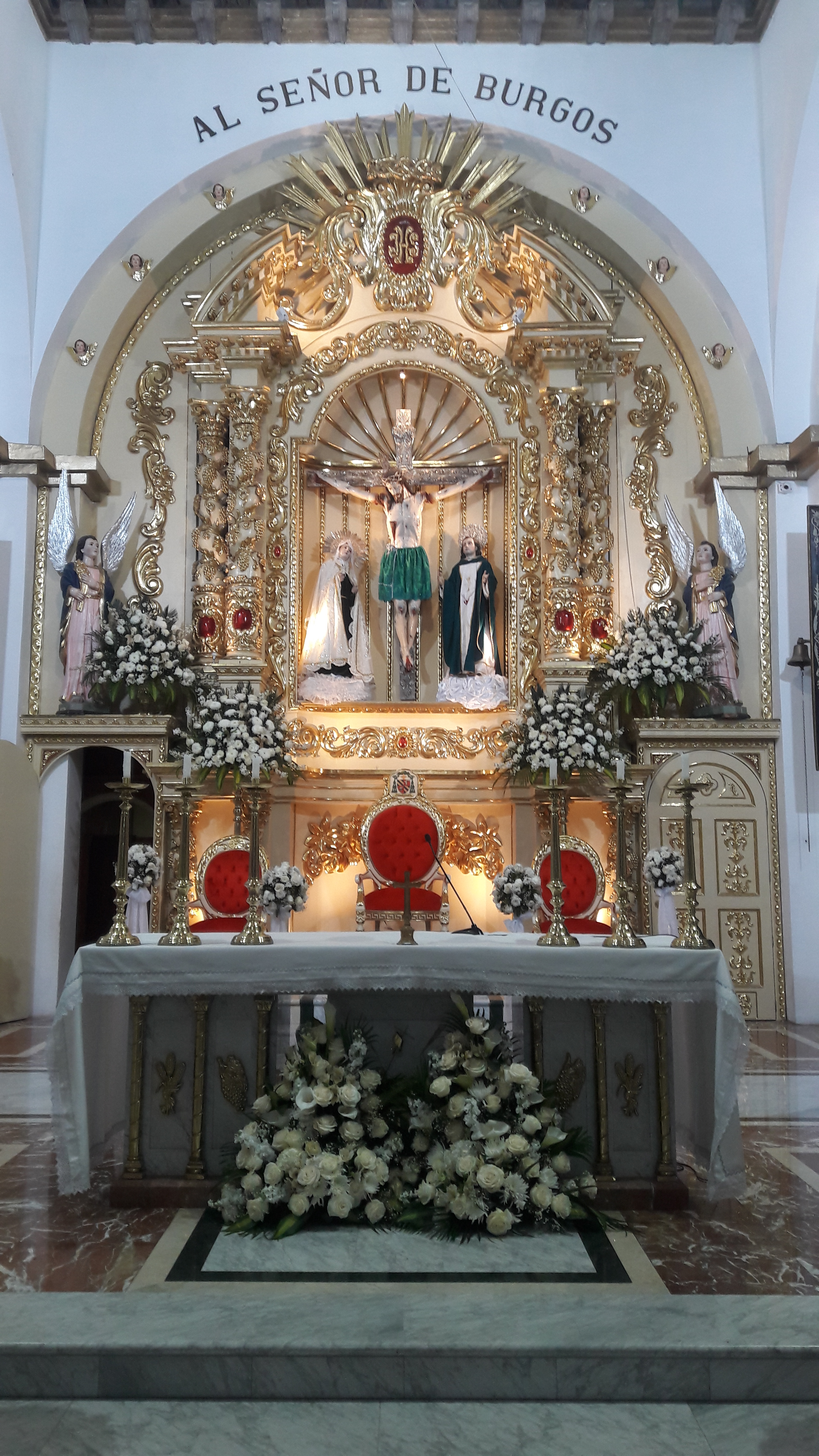
El Altar de la Catedral de Azogues